# Zimowe Igrzyska Olimpijskie 1944
W 1944 r. z powodu II wojny światowej nie odbyły się zimowe igrzyska olimpijskie.
Miały odbyć się we włoskim mieście Cortina d’Ampezzo. W roku 1941 z powodu wciąż trwającej wojny igrzyska odwołano.